# Wesleyan Grove
Wesleyan Grove (auch Martha’s Vineyard Camp Meeting Association bzw. Martha’s Vineyard Campground) ist ein 34 Acres (13,8 ha) großer National Historic Landmark District in Oak Bluffs auf der Insel Martha’s Vineyard im Bundesstaat Massachusetts der Vereinigten Staaten. Die ältesten dort stehenden Häuser wurden in den 1830er Jahren errichtet und sind wichtige historische Zeugen für die gesellschaftliche Entwicklung der Vereinigten Staaten. 1978 wurde der Bereich bereits als Historic District in das National Register of Historic Places (NRHP) eingetragen; 2005 wurde der Distrikt unter neuem Namen sowie neuer Nummer als National Historic Landmark eingetragen.

## Beschreibung des Distrikts
Im NRHP sind für Wesleyan Grove insgesamt 309 Contributing Properties und 15 sog. noncontributing properties – also als nicht zur Relevanz beitragend bewertete Objekte – eingetragen. Das Stadtviertel besteht aus kreisförmig angelegten Häusergruppen, die entlang mehrerer Radialstraßen rund um einen großen Kreis im Zentrum (Trinity Circle) angeordnet sind, wo sich das Tabernakel befindet. Dadurch ist der Distrikt klar von der restlichen Stadt abgegrenzt.
Begründet wurde der Distrikt im Jahr 1835 durch Jeremiah Pease, der den Ort für regionale Camp Meetings nutzte. 1859 war der Ort bereits eine der größten und bekanntesten Versammlungsstätten dieser Art in den Vereinigten Staaten und verfügte über rund 40 Kirchen- und Gemeinschaftszelte, 400 Familienzelte und einige Holzhütten. 1865 nahmen 20.000 Personen am Sabbat teil.
Die Wohnhäuser des historischen Distrikts sind einander sehr ähnlich und unterscheiden sich teilweise nur in Details voneinander. Sie sind zwei Stockwerke hoch und zwischen 11 ft (3,4 m) und 16 ft (4,9 m) breit. Die Höhe zum höchsten Punkt des Giebels beträgt stets das Doppelte der Breite des Gebäudes, und der Winkel des Giebels beträgt stets 90 Grad. Die Dächer sind mit Holzschindeln gedeckt. Der Eingang besteht aus einer Doppeltür im romanischen oder gotischen Stil, die von Lanzettfenstern flankiert wird. Eine zweite Doppeltür führt im ersten Stock auf den Balkon.
Im Erdgeschoss befinden sich üblicherweise zwei hintereinander angeordnete Räume, von denen der vordere als Salon genutzt wurde. Der hintere Raum war anstelle einer festen Wand lediglich durch Vorhänge abgetrennt und verfügte über eine schmale Treppe, die den Zugang zur oberen Etage ermöglichte, wo sich die Schlafräume befanden. Ende des 19. Jahrhunderts wurden viele der Häuser um eine überdachte Veranda auf der Vorderseite erweitert. Im Laufe der Zeit kamen kleinere Anbauten für Küchen und Badezimmer hinzu, teilweise auch Dachgauben und andere Erweiterungen im ersten Stock.